# Підковик Мегея
Підковик Мегея (Rhinolophus mehelyi) — вид кажана, один з видів роду підковиків (Rhinolophus), який входить у число найбільших за обсягом родів ссавців і обіймає близько 100 видів. Вид названо на честь відомого угорського зоолога Лайоша Мегея (Lajos Méhely), автора «Монографії кажанів Угорщини» (інколи помилково називають як «підковик Мегелі»).

## Морфологічна характеристика
За морфологічними ознаками є проміжним між поширеними в Україні підковиком малим (Rhinolophus hipposideros) і підковиком великим (R. ferrumequinum). За відсутності досвіду особини цього виду можуть бути сплутані з молодими особинами R. ferrumequinum.
Передпліччя 48.3—54.8 мм, вага 12—17 грамів. Хутро відносно густе.

## Поширення в Україні та за її межами
Вид має загалом південне поширення, і на сьогодні добре відомий у суміжних з Україною країнах (Румунія, Угорщина, країни Кавказу). В Україні відомий за лише однією нещодавньою знахідкою в Криму, зробленою відомим в Україні теріологом Альфредом Дулицьким (Дулицкий та ін., 2001), проте дотепер ні підтвердженою, ні спростованою іншими дослідниками. З огляду на поширення виду на суміжних теренах та загальними (глобальними) змінами клімату й фауни можна припустити широку експансію виду в південні печерні регіони України, у т.ч. в Криму й Закарпатті. 